# 9-й армейский корпус (вермахт)
9-й армейский корпус (нем. IX. Armeekorps), сформирован 26 августа 1939 года (штаб корпуса был создан в 1935 году).

## Боевой путь корпуса
В 1939 году дислоцирован на западной границе Германии.
В мае-июне 1940 года — участие в захвате Бельгии и Франции.
С 22 июня 1941 года — участие в германо-советской войне, в составе группы армий «Центр». Бои в Белоруссии, затем в районе Смоленска.
9-й армейский корпус получил приказ начать наступление 3 октября 1941 года.
5 октября 1941 года 292-я и 183-я дивизии корпуса вплотную подошли к Ельне.
6 октября 1941 года в 8:45  292-я начала точечный обстрел Ельни и затем вместе с 183-й дивизией продвиналась на 10 км в направлении Дорогобужа.
Бои в районе Вязьмы. Бои под Москвой в районе Звенигорода, Рузы.
25 октября 1941 года полевой штаб корпуса находился в Можайске.
22 ноября 1941 года основные силы корпуса достигли трассы Звенигород — Истра.
С 25 ноября по 29 ноября 1941 года корпус не вел наступателных боев.
3 декабря 1941 года  3-й батальон 173-го пехотного полка 87-й пехотной дивизии из состава корпуса вышел на восточную опушку леса у деревни Маслово - это 33 км от Кремля.
В 1942 году — бои в районе Можайска, Гжатска.
В 1943 — отступление из района Невеля в район Витебска.
В 1944 — отступление с боями из Белоруссии в Литву, Мемель (Клайпеда).
В 1945 — бои в Восточной Пруссии, с февраля 1945 — на полуострове Земланд.
После разгрома в ходе Земландской наступательной операции оперативной группы «Земланд», в которую входил корпус, 25 апреля части корпуса отошли на косу Фрише-Нерунг. Только 9 мая 1945 года части корпуса в количестве более 22000 солдат и офицеров сложили оружие.

## Состав корпуса
В июне 1940:
- 15-я пехотная дивизия
- 205-я пехотная дивизия

В июне 1941:
- 137-я пехотная дивизия (10 октября 1941 года дивизия вышла из подчинения корпуса)[5]
- 263-я пехотная дивизия
- 292-я пехотная дивизия

В ноябре 1941:
- 78-я пехотная дивизия
- 87-я пехотная дивизия
- 252-я пехотная дивизия

В январе 1942:
- 20-я танковая дивизия
- 78-я пехотная дивизия
- 87-я пехотная дивизия
- 252-я пехотная дивизия

В декабре 1942:
- 7-я пехотная дивизия
- 35-я пехотная дивизия
- 252-я пехотная дивизия
- 258-я пехотная дивизия
- 292-я пехотная дивизия

В июне 1944:
- 95-я пехотная дивизия
- 252-я пехотная дивизия
- корпусная группа «D»

В декабре 1944:
- 20-я танковая дивизия (боевая группа)
- 87-я пехотная дивизия (боевая группа)

## Командующие корпусом
- С 25 октября 1939 — генерал пехоты Герман Гейер
- С 4 января 1942 — генерал пехоты Ханс Шмидт
- С 15 октября 1943 — генерал пехоты Хайнрих Клёсснер
- С 5 декабря 1943 — генерал пехоты Рольф Вютман
- С 20 апреля 1945 — генерал-лейтенант Герман Хон

## Начальники штаба
- До 19 декабря 1941—  Ханс фон Линстов
- С 19 декабря 1941—  майор Вильфред фон Розенталь
- С 22 декабря 1941— подполковник Пауль Рейхельт